# سدرة المنتهی

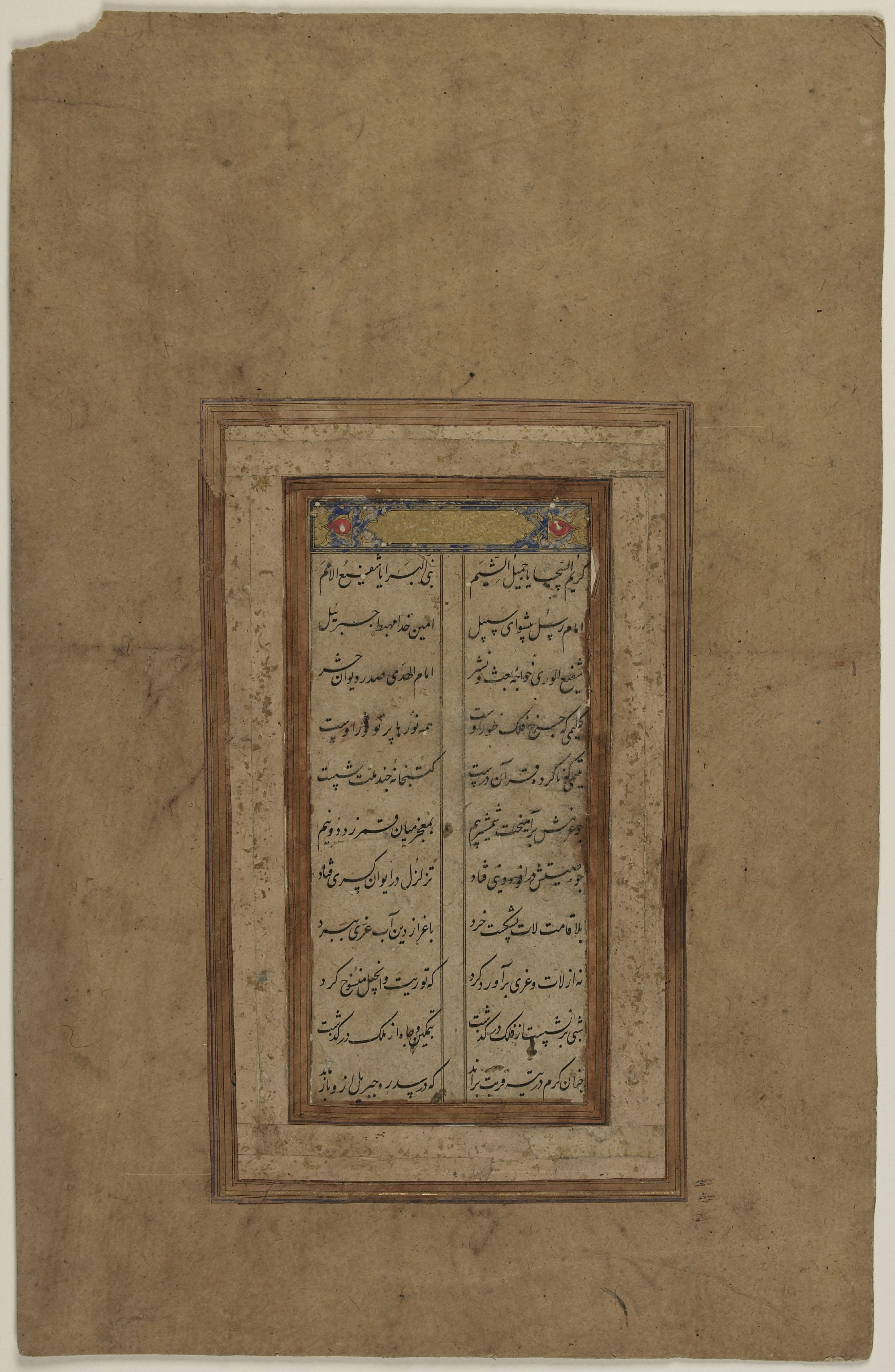
شعری از بوستان سعدی پیرامون معراج و سدرة المنتهی

سِدرَةُ المُنتَهی لغتی در قرآن است که در سورهٔ نجم به کار رفته‌است و ظاهراً درختی بوده که در نزدیکی آن محمد به دیدار «موجودی قدرتمند» که هویتش مشخص نشده، رفته‌است.
به راستی هم‌نشین شما گمراه نیست… موجودی قدرتمند به او آموخته‌است. صاف ایستاد، آنگاه که در بالاترین افق بود، سپس نزدیک شد و فرود آمد. و او [به اندازه] دو کمان یا کمتر، فاصله داشت. [آنگاه] او به بنده‌اش وحی کرد… او یک بار دیگر او را دید، در نزدیکی سدرة المنتهی که نزدیک جنه‌الماوی است، آنگاه که سدره پنهان شده بود، توسط آنچه پنهان شده بود… او برخی از بزرگ‌ترین نشانه‌های خدایش را دید.
قرآن حاوی هیچ اطلاعات دیگری دربارهٔ سدرة المنتهی نیست. به گفتهٔ فان اس، اسلام‌شناس هلندی، سدرة المنتهی درختی بود که آن سمتش خدا زندگی می‌کرد زیرا نخستین مسلمانان معمولاً بهشت را مکانی در زمین می‌دانستند. برخی از اسلام‌شناسانی که سدرة المنتهی را درختی در عربستان محسوب می‌کنند. گروهی از مفسران مسلمان دلیل پوشیده بودن سدرة المنتهی را حضور خدا در کنار آن دانسته‌اند.
داستان‌ها و شعر‌های دیگری دربارهٔ این موضوع در منابع بعدی اسلامی وجود دارد. در این منابع گفته شده نام درختی در آسمان هفتم است. این درخت سدر بر فلک هفتم که منتهای اعمال مردم، نهایت رسیدن علم خلق و منتهای رسیدن جبرئیل است، قرار دارد و فقط محمد توانست از آن بگذرد.